# Роверси, Паоло
Паоло Роверси (род. 25 сентября 1947, Равенна, Эмилия-Романья) — фешн-фотограф итальянского происхождения, который живет и работает в Париже.

## Ранняя жизнь
Паоло Роверси заинтересовался фотографией в подростковом возрасте во время семейного отдыха в Испании в 1964 году. По возвращении домой он вместе с другим любителем, местным почтальоном Баттистой Мингуцци, устроил фотолабораторию в подвале и начал заниматься черно-белой фотографией. Также большое влияние на Роверси оказало знакомство с местным профессиональным фотографом Невио Натали.

## Карьера
В 1970 году Роверси начал сотрудничать с Ассошиэйтед Пресс: во время своего первого задания AP отправила Роверси освещать похороны Эзры Паунда в Венеции. В том же году Роверси вместе со своим другом Джанкарло Грамантьери открыл в Равенне свою первую портретную студию. В 1971 году он встретился с Питером Кнаппом, швейцарским фешн-фотографом и художественным руководителем журнала Elle. По приглашению Кнаппа Роверси в ноябре 1973 года посетил Париж, где он и проживает до сих пор.
В Париже Роверси начал работать репортером, но постепенно его профессиональная деятельность стала переключаться на фешн-фотографию и в 1974 году британский фотограф Лоуренс Сакман взял Роверси в помощники. Как вспоминает сам Роверси, работать у Сакмана было очень непросто, но именно он научил его профессии фотографа и творчеству.
 
Менее чем через год Роверси начал выполнять эпизодические работы для таких журналов, как Elle и Depeche Mode, пока в Мари Клэр не опубликовали его первую крупную работу.
С тех пор карьера Роверси пошла в гору. Он регулярно публиковался в журналах American Vogue и Vogue Italia, W, Vanity Fair, Interview и i-D. Он также фотографировал рекламные кампании для Ёдзи Ямамото, Comme des Garçons, Dior, Cerruti, GIADA, Yves Saint Laurent, Valentino и Альберты Феррети.
В 2019 году Роверси был приглашен к работе над Календарем Пирелли-2020, став первым итальянским фотографом этого проекта.

## Техника
Роверси известен тем, что снимал пленкой «Полароид» 8х10 и утверждал, что купил столько, сколько смог найти, прежде чем она была снята с производства.

## Известные работы
- 2019/2020 — Календарь Пирелли — «В поисках Джульетты»